# Seedbox
Seedbox – prywatny serwer dedykowany (lub konto shell na nim) służący do zdalnego wysyłania i pobierania danych w protokole BitTorrent. Po pobraniu danych na serwer można je pobrać na własny komputer za pomocą protokołu FTP.
Seedboxy wykorzystuje się zwykle na prywatnych trackerach, gdzie utrzymanie ratio (stosunku pobranych do wysłanych bajtów) powyżej 1 jest ważną sprawą. Często założyciele strony torentowej na początku wykupują seedboxy, by zapewnić szybkie dostarczanie treści użytkownikom. Seedboxy stoją na serwerach podłączonych do szybkiego internetu zwykle 100 Mbps, a niekiedy nawet 1 Gb/s.
Seedboksy można wykorzystać wtedy, gdy dostawca internetu przycina pasmo na protokół BitTorent lub by ukryć się przed prawnymi restrykcjami takimi jak prawo HADOPI we Francji.